# 尤爾基夫卡 (大米海利夫卡區)
46°59′19″N 29°49′24″E / 46.98861°N 29.82333°E
尤爾基夫卡（烏克蘭語：Юрківка）是位於烏克蘭西南部的村莊，由敖德萨州羅茲季利納區的大米哈伊利夫卡市鎮負責管轄。該村始建於1901年，面積0.75平方公里，海拔高度128米，2001年人口77，人口密度每平方公里102.67人。